# عالم يبدأ بي
العالم يبدأ بي هو التثقيف الجنسي الّذي يعتمد على الحاسوب وبرنامج منع الايدز موجّه إلى الأوغنديين الشباب, طوِّر وأنتِج من قبل مؤسسة أعمال الفراشة و مؤسسة السكان العالمية (منظمة غير حكومية هولندية) بالتعاون مع شبكة مدرسة أوغندا .وقد وصلت حتّى الآن إلى أطفال في جميع أنحاء العالم و الكينيين انضموا الآن إلى عمليّة التّعلم. المراهقون يتعلّمون المزيد عن أجسامهم يتعلّمون أيضاً عن الأمراض المنقولة جنسيّاً. هذا يساعد في تنبيه المراهقين إلى عواقب ممارسة الجنس دون وقاية .وهي طريقة رائعة لتعليم المراهقين .في 2004, حصلت الشركة على جائزة آرس الكترونيكا الذهبية للمجتمعات الرقمية.

## وصلات خارجية
- موقع العالم يبدأ بي نسخة محفوظة 10 فبراير 2004 على موقع واي باك مشين.
- أعمال الفراشة